# Bahnstrecke Wels–Passau
| |                                                |                                                |                                                |
| Streckennummer (DB): | 5831 (Passau Grenze–Passau Hbf)                |                                                |                                                |
| Streckennummer (ÖBB): | 205 01 (Wels Hbf–Staatsgrenze)                 |                                                |                                                |
| Kursbuchstrecke (ÖBB): | 150 (Linz – Passau) 151 (Linz – Simbach (Inn)) |                                                |                                                |
| Kursbuchstrecke: | 426v (Passau-Voglau (Bft) – Passau Hbf 1946)   |                                                |                                                |
| Streckenlänge: | 81,262 km                                      |                                                |                                                |
| Spurweite: | 1435 mm (Normalspur)                           |                                                |                                                |
| Netzkategorie: | A                                              |                                                |                                                |
| Stromsystem: | 15 kV / 16,7 Hz ~                              |                                                |                                                |
| Maximale Neigung: | 8 ‰                                            |                                                |                                                |
| Streckengeschwindigkeit: | 160 km/h                                       |                                                |                                                |
| Zugbeeinflussung: | ETCS                                           |                                                |                                                |
| Zweigleisigkeit: | durchgehend                                    |                                                |                                                |
| |                                                |                                                |                                                |
| \| \| \| Westbahn von Wien Westbahnhof \| \| \| \| -0,047 \| Wels Hbf \| 316 m ü. A. \| \| \| \| Westbahn nach Salzburg Hbf \| \| \| \| \| A25 Welser Autobahn \| \| \| \| 3,583 \| Wels Puchberg (2. Juli 1996 aufgelassen) \| Wels Puchberg (2. Juli 1996 aufgelassen) \| \| \| 7,234 \| Haiding \| 320 m \| \| \| \| Aschacher Bahn nach Aschach an der Donau \| \| \| \| 10,505 \| Üst Haiding 2 \| Üst Haiding 2 \| \| \| \| Trattnach \| \| \| \| 12,341 \| Bad Schallerbach-Wallern \| 309 m \| \| \| 14,260 \| Üst Bad Schallerbach-Wallern 1 \| Üst Bad Schallerbach-Wallern 1 \| \| \| 16,675 \| Schlüßlberg \| Schlüßlberg \| \| \| 18,992 \| Grieskirchen-Gallspach \| 330 m \| \| \| \| Trattnach \| \| \| \| 24,736 \| Obertrattnach-Markt Hofkirchen \| Obertrattnach-Markt Hofkirchen \| \| \| \| Trattnach \| \| \| \| 25,300 \| Üst Grieskirchen-Gallspach 2 \| Üst Grieskirchen-Gallspach 2 \| \| \| \| Linzer Lokalbahn von Linz \| \| \| \| 29,719 \| Neumarkt-Kallham \| 387 m \| \| \| \| \| \| \| \| 31,250 \| Neumarkt-Kallham West \| Neumarkt-Kallham West \| \| \| \| Innkreisbahn nach Simbach am Inn \| \| \| \| 34,096 \| Kimpling \| Kimpling \| \| \| 34,725 \| Üst Neumarkt-Kallham 1 \| Üst Neumarkt-Kallham 1 \| \| \| 39,096 \| Kumpfmühl \| Kumpfmühl \| \| \| \| Pram \| \| \| \| 42,261 \| Riedau \| 380 m \| \| \| 43,807 \| Zell an der Pram \| Zell an der Pram \| \| \| 46,780 \| Üst Riedau 2 \| Üst Riedau 2 \| \| \| 47,184 \| Griesbach (2. Juli 1996 aufgelassen) \| Griesbach (2. Juli 1996 aufgelassen) \| \| \| 51,337 \| Andorf \| 352 m \| \| \| 57,067 \| Taufkirchen an der Pram \| 333 m \| \| \| \| Pram \| \| \| \| 60,647 \| Allerding (2. Juli 1996 aufgelassen) \| Allerding (2. Juli 1996 aufgelassen) \| \| \| 61,000 \| Schärding Granitwerk \| Schärding Granitwerk \| \| \| 63,000 \| Schärding Süd \| Schärding Süd \| \| \| 64,140 \| Gopperding (10. Dezember 2006 aufgelassen) \| Gopperding (10. Dezember 2006 aufgelassen) \| \| \| 64,405 \| Salzkammergutbahn von Stainach-Irdning \| Salzkammergutbahn von Stainach-Irdning \| \| \| 65,200 \| Schärding Einfahrbahnhof \| Schärding Einfahrbahnhof \| \| \| 67,140 \| Schärding \| 314 m \| \| \| 72,300 \| Wernstein (bis 2019/20 Bahnhof) \| Wernstein (bis 2019/20 Bahnhof) \| \| \| 74,388 \| Üst Schärding 3 \| Üst Schärding 3 \| \| \| 76,900 \| Pyret \| 309 m \| \| \| 79,636 \| Staatsgrenze Österreich–Deutschland \| Staatsgrenze Österreich–Deutschland \| \| \| 80,000 \| Passau-Voglau (Bft) \| Passau-Voglau (Bft) \| \| \| \| nach Hauzenberg \| \| \| \| 80,316 \| Kaiserin-Elisabeth-Brücke über den Inn (186 m) \| Kaiserin-Elisabeth-Brücke über den Inn (186 m) \| \| \| \| Passauer Tunnel (169 m) \| \| \| \| 81,215 \| Passau Hbf \| Passau Hbf \| \| \| \| nach Obertraubling \| \| |                                                |                                                |                                                |
| Strecke |                                                | Westbahn von Wien Westbahnhof                  | Westbahn von Wien Westbahnhof                  |
| Bahnhof | -0,047                                         | Wels Hbf                                       | 316 m ü. A.                                    |
| Abzweig geradeaus und nach links |                                                | Westbahn nach Salzburg Hbf                     | Westbahn nach Salzburg Hbf                     |
| Strecke mit Straßenbrücke |                                                | A25 Welser Autobahn                            | A25 Welser Autobahn                            |
| ehemaliger Haltepunkt / Haltestelle | 3,583                                          | Wels Puchberg (2. Juli 1996 aufgelassen)       | Wels Puchberg (2. Juli 1996 aufgelassen)       |
| Bahnhof | 7,234                                          | Haiding                                        | 320 m                                          |
| Abzweig geradeaus und nach rechts |                                                | Aschacher Bahn nach Aschach an der Donau       | Aschacher Bahn nach Aschach an der Donau       |
| Überleitstelle / Spurwechsel | 10,505                                         | Üst Haiding 2                                  | Üst Haiding 2                                  |
| Brücke über Wasserlauf |                                                | Trattnach                                      | Trattnach                                      |
| Bahnhof | 12,341                                         | Bad Schallerbach-Wallern                       | 309 m                                          |
| Überleitstelle / Spurwechsel | 14,260                                         | Üst Bad Schallerbach-Wallern 1                 | Üst Bad Schallerbach-Wallern 1                 |
| Haltepunkt / Haltestelle | 16,675                                         | Schlüßlberg                                    | Schlüßlberg                                    |
| Bahnhof | 18,992                                         | Grieskirchen-Gallspach                         | 330 m                                          |
| Brücke über Wasserlauf |                                                | Trattnach                                      | Trattnach                                      |
| Haltepunkt / Haltestelle | 24,736                                         | Obertrattnach-Markt Hofkirchen                 | Obertrattnach-Markt Hofkirchen                 |
| Brücke über Wasserlauf |                                                | Trattnach                                      | Trattnach                                      |
| Überleitstelle / Spurwechsel | 25,300                                         | Üst Grieskirchen-Gallspach 2                   | Üst Grieskirchen-Gallspach 2                   |
| Strecke von rechts und von halblinks |                                                | Linzer Lokalbahn von Linz                      | Linzer Lokalbahn von Linz                      |
| Kopfbahnhof Streckenende | 29,719                                         | Neumarkt-Kallham                               | 387 m                                          |
| |                                                |                                                |                                                |
| Blockstelle | 31,250                                         | Neumarkt-Kallham West                          | Neumarkt-Kallham West                          |
| Abzweig geradeaus und nach links |                                                | Innkreisbahn nach Simbach am Inn               | Innkreisbahn nach Simbach am Inn               |
| Haltepunkt / Haltestelle | 34,096                                         | Kimpling                                       | Kimpling                                       |
| Überleitstelle / Spurwechsel | 34,725                                         | Üst Neumarkt-Kallham 1                         | Üst Neumarkt-Kallham 1                         |
| Haltepunkt / Haltestelle | 39,096                                         | Kumpfmühl                                      | Kumpfmühl                                      |
| Brücke über Wasserlauf |                                                | Pram                                           | Pram                                           |
| Bahnhof | 42,261                                         | Riedau                                         | 380 m                                          |
| Haltepunkt / Haltestelle | 43,807                                         | Zell an der Pram                               | Zell an der Pram                               |
| Überleitstelle / Spurwechsel | 46,780                                         | Üst Riedau 2                                   | Üst Riedau 2                                   |
| ehemaliger Haltepunkt / Haltestelle | 47,184                                         | Griesbach (2. Juli 1996 aufgelassen)           | Griesbach (2. Juli 1996 aufgelassen)           |
| Bahnhof | 51,337                                         | Andorf                                         | 352 m                                          |
| Bahnhof | 57,067                                         | Taufkirchen an der Pram                        | 333 m                                          |
| Brücke über Wasserlauf |                                                | Pram                                           | Pram                                           |
| ehemaliger Haltepunkt / Haltestelle | 60,647                                         | Allerding (2. Juli 1996 aufgelassen)           | Allerding (2. Juli 1996 aufgelassen)           |
| Dienststation / Betriebs- oder Güterbahnhof | 61,000                                         | Schärding Granitwerk                           | Schärding Granitwerk                           |
| Dienststation / Betriebs- oder Güterbahnhof | 63,000                                         | Schärding Süd                                  | Schärding Süd                                  |
| ehemaliger Haltepunkt / Haltestelle | 64,140                                         | Gopperding (10. Dezember 2006 aufgelassen)     | Gopperding (10. Dezember 2006 aufgelassen)     |
| Abzweig geradeaus und von links | 64,405                                         | Salzkammergutbahn von Stainach-Irdning         | Salzkammergutbahn von Stainach-Irdning         |
| Dienststation / Betriebs- oder Güterbahnhof | 65,200                                         | Schärding Einfahrbahnhof                       | Schärding Einfahrbahnhof                       |
| Bahnhof | 67,140                                         | Schärding                                      | 314 m                                          |
| Haltepunkt / Haltestelle | 72,300                                         | Wernstein (bis 2019/20 Bahnhof)                | Wernstein (bis 2019/20 Bahnhof)                |
| Überleitstelle / Spurwechsel | 74,388                                         | Üst Schärding 3                                | Üst Schärding 3                                |
| ehemaliger Dienststation / Betriebs- oder Güterbahnhof | 76,900                                         | Pyret                                          | 309 m                                          |
| Grenze | 79,636                                         | Staatsgrenze Österreich–Deutschland            | Staatsgrenze Österreich–Deutschland            |
| Dienststation / Betriebs- oder Güterbahnhof | 80,000                                         | Passau-Voglau (Bft)                            | Passau-Voglau (Bft)                            |
| Abzweig geradeaus und nach rechts |                                                | nach Hauzenberg                                | nach Hauzenberg                                |
| Brücke über Wasserlauf | 80,316                                         | Kaiserin-Elisabeth-Brücke über den Inn (186 m) | Kaiserin-Elisabeth-Brücke über den Inn (186 m) |
| Tunnel |                                                | Passauer Tunnel (169 m)                        | Passauer Tunnel (169 m)                        |
| Bahnhof | 81,215                                         | Passau Hbf                                     | Passau Hbf                                     |
| Strecke |                                                | nach Obertraubling                             | nach Obertraubling                             |

Die Bahnstrecke Wels–Passau, auch Passauer Bahn, ist eine zweigleisige, elektrifizierte Hauptbahn in Österreich und Deutschland, die ursprünglich durch die k.k. privilegierte Kaiserin Elisabeth-Bahn (KEB) erbaut und betrieben wurde. Sie führt von Wels in Oberösterreich nach Passau und gehört zum Kernnetz der Österreichischen Bundesbahnen (ÖBB).

## Geschichte
Die seinerzeit Kaiserin Elisabeth-Bahn genannte Strecke war ein Zweig der heutigen Westbahn von Wien nach Salzburg. Mit dem Bau wurde unmittelbar nach deren Eröffnung im August 1860 begonnen, und nach ungewöhnlich kurzer Bauzeit am 1. September 1861 in durchgehenden Betrieb gestellt.
Sie ist eine 81,262 Kilometer lange zweigleisige elektrifizierte Hauptstrecke. Sie führt insgesamt 79,683 Kilometer über österreichisches Staatsgebiet und 1,579 Kilometer über deutsches Staatsgebiet, wo sie am Passauer Hauptbahnhof in die Bahnstrecke Passau–Obertraubling übergeht. Die ursprünglich als Zweigstrecke errichtete eingleisige Strecke wurde zwischen Wels und Haiding (Abzweig der Aschacher Bahn) 1906 zweigleisig ausgebaut, ihre Bedeutung blieb jedoch der einer Hauptstrecke zweiten Ranges. Nach dem Anschluss Österreichs 1938 wurde die Strecke zu einer wichtigen Hauptstrecke und es wurde sofort mit den Bauarbeiten für ein zweites Gleis begonnen. Dies war aufgrund des seit dem Bau bestehenden Planum für das zweite Gleis relativ einfach möglich, und schon am 22. September 1938 erfolgte die durchgehende Eröffnung des zweiten Gleises. Mit der Elektrifizierung begann man 1954, der elektrische Betrieb wurde am 22. Mai 1955 aufgenommen.
Besondere Bedeutung hat diese Strecke im internationalen Güterverkehr zwischen Österreich und dem nördlichen Europa einerseits und Südosteuropa andererseits. Auch im internationalen Schienenpersonenfernverkehr ist sie für die Verbindung von Hamburg und Frankfurt nach Wien und weiter östlich seit jeher von großer Bedeutung. So verkehrte über diese Strecke etwa von 1894 an der Oostende-Wien-Express (mit Anschluss an den Orientexpress) und ab 1971 der TEE Prinz Eugen zwischen Norddeutschland und Wien, dessen Laufweg und Name später auf einen Eurocity und schließlich auf einen ICE übergingen. Dieser verlor 2002 seinen Namen und wurde als Direktverbindung zwischen Hamburg und Wien zunächst Ende 2007 eingestellt. Seit dem Fahrplanjahr 2011/2012 gibt es wieder eine Direktverbindung Hamburg – Wien als ICE.
Eine Besonderheit dieser Strecke war, dass sie bis zur Eröffnung der Bahnstrecke Passau-Voglau–Hauzenberg im Jahre 1904 auch auf deutschem Boden vom österreichischen Fahrdienstleiter überwacht wurde. Ebenso gab es bis zum Beitritt Österreichs zur Europäischen Union im Jahre 1995 am Endpunkt der Strecke einen eigenen österreichischen Bahnhofsteil in Passau, an dem die notwendigen Grenz- und Zollkontrollen durchgeführt wurden.

## Streckenverlauf
Die Passauer Bahn verlässt unmittelbar am Westkopf des Hauptbahnhofs Wels nordwärts die Westbahn, quert die Welser Heide und erklimmt mittels eines großzügig angelegten Bahndamms die Geländeschwelle zum Innviertler Hügelland. Nordwestlich von Haiding wird das Tal des Innbach gequert und unmittelbar nördlich dahinter der schmale Höhenrücken zum Trattnachtal, dem die Trasse nun von Bad Schallerbach bis Obertrattnach westwärts folgt. In der Senke des kleinen Trattbachs wird in weiterer Folge der kaum merkliche Riedel zum Tal der Dürren Aschach bei Neumarkt-Kallham überschritten. Bei Neumarkt im Hausruckkreis zweigt die Innkreisbahn nach Ried im Innkreis und die Linzer Lokalbahn nach Peuerbach ab. Wieder westwärts gewandt, erreicht die Linie, sanfte Seitengräben nützend, bei Kumpfmühl das Tal der Pram und schwenkt bis Passau auf Nordwestkurs ein. Bei Allerding wird das weite Inntal erreicht, die Bahnlinie hält sich von nun ab stets am Fuß von dessen Ostflanke. Zwischen dem dortigen Aschachtal und Zell an der Pram wurde die Strecke in einem weiten Bogen geführt, um Steigungen zu vermeiden. Ab Zell geht es im Tal der Pram bis zum Inn, den die Strecke bei Schärding erreicht. Kurz zuvor mündet hier bei St. Florian am Inn die Salzkammergutbahn aus Stainach-Irdning/Ried im Innkreis in diese Strecke ein. Nun folgt die Bahn dem rechten Innufer. Nördlich von Schärding bedingt die Talverengung des Sauwald-Durchbruchs bis Passau ein deutliches Heranrücken an den Fluss, kurz nach der Grenze zweigt die Granitbahn nach Hauzenberg ab. Direkt im Anschluss wird der Inn auf einem stählernen, 110 Meter langen Brückenprovisorium überquert, welches nach dem Zweiten Weltkrieg anstatt der vorherigen 186 Meter langen Kaiserin-Elisabeth-Brücke entstand. Danach unterquert die Strecke im Passauer Tunnel (138 m) die Neue Mitte Passau, ehemals Kleiner Exerzierplatz, und erreicht im Passauer Hauptbahnhof ihren Endpunkt. Dort geht sie in die Bahnstrecke nach Obertraubling entlang der Donau über.

## Aktueller Betrieb

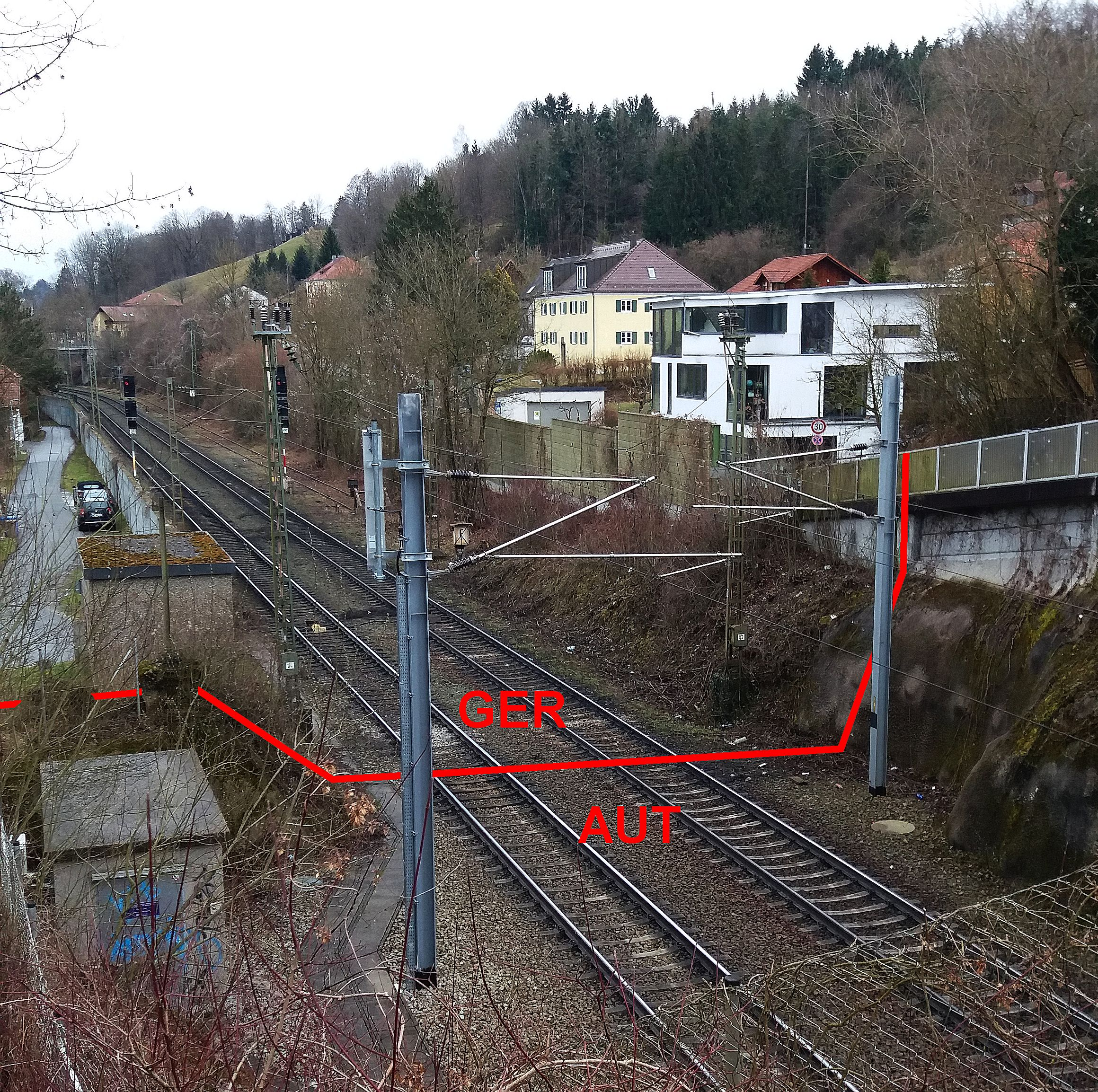
Der Verlauf der Staatsgrenze zwischen Österreich und Deutschland bei Streckenkilometer 79,636

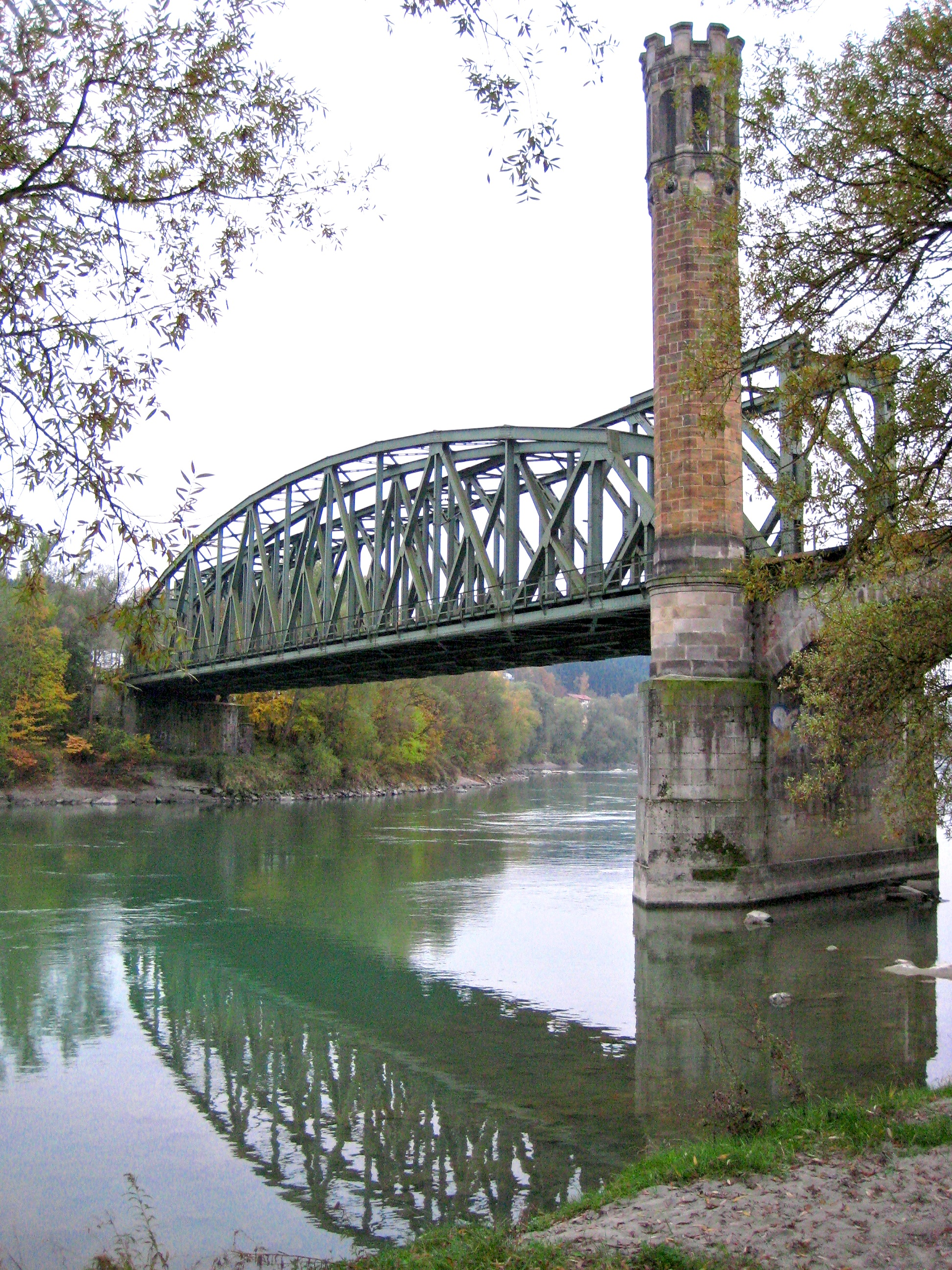
Die Kaiserin-Elisabeth-Brücke in Passau bei Streckenkilometer 80,316

Seit dem Fahrplanwechsel im Dezember 2007 wird in Kooperation zwischen DB und ÖBB der internationale Fernverkehr ausschließlich mit ICE-T-Zügen mit Neigetechnik zwischen (Dortmund–) Frankfurt und Wien gefahren. Um die Fahrzeit zwischen Frankfurt und Wien deutlich zu senken, soll neben dem Ausbau der Westbahn zwischen Wels und Wien auch eine Ertüchtigung für Neigetechnik auf dieser kurvenreicheren Strecke erfolgen. Neben dem Tagreiseverkehr befahren noch zwei Nachtzüge diese Strecke, welche von Wien aus Ziele in Richtung Hamburg und in Richtung Düsseldorf bedienen.
Neben dem internationalen Fernverkehr fahren auf dieser Strecke im Stundentakt mit einzelnen Lücken Nahverkehrszüge der ÖBB, welche selten von Passau aus bereits in Neumarkt-Kallham und abends in Wels enden, ansonsten aber stets bis Linz fahren. Zu Stoßzeiten sind die Taktintervalle deutlich kürzer. Aktuell verkehren hier hauptsächlich lokbespannte Züge mit Cityshuttle-Wagen. Eingesetzte Lokomotiven sind jene der Reihen 1142 und 1144. Diese werden durch Triebwagen der Reihen 4024 und selten auch durch 4744 ergänzt. Teilweise verkehren auch Triebwagen der Reihe 5022, welche jedoch bloß die Passauerbahn im Abschnitt Wels – Neumarkt-Kallham befahren und dann auf die nicht elektrifizierte Innkreisbahn nach Simbach am Inn in Bayern wechseln. Diese ersetzen bisweilen die Züge aus Passau zwischen Neumarkt-Kallham und Wels. Diese Verbindungen werden auch mit Lokomotiven der Reihe 2016 sowie den eben genannten Cityshuttle-Wagen geführt.
Als Besonderheit unter den Nahverkehrszügen auf der Strecke verkehrte der Erlebniszug Donau mit historischem Wagenmaterial zwischen Wien und Passau; seit dem Fahrplanwechsel am 14. Dezember 2008 verkehrt der Zug nur mehr im Sommer. Der Erlebniszug wurde 2015 durch den „Radtramper Donau“ ersetzt und wird nun als REX geführt, welcher seit Dezember 2019 nicht mehr zwischen Wien und Linz verkehrt.